# Estil brâncovenesc

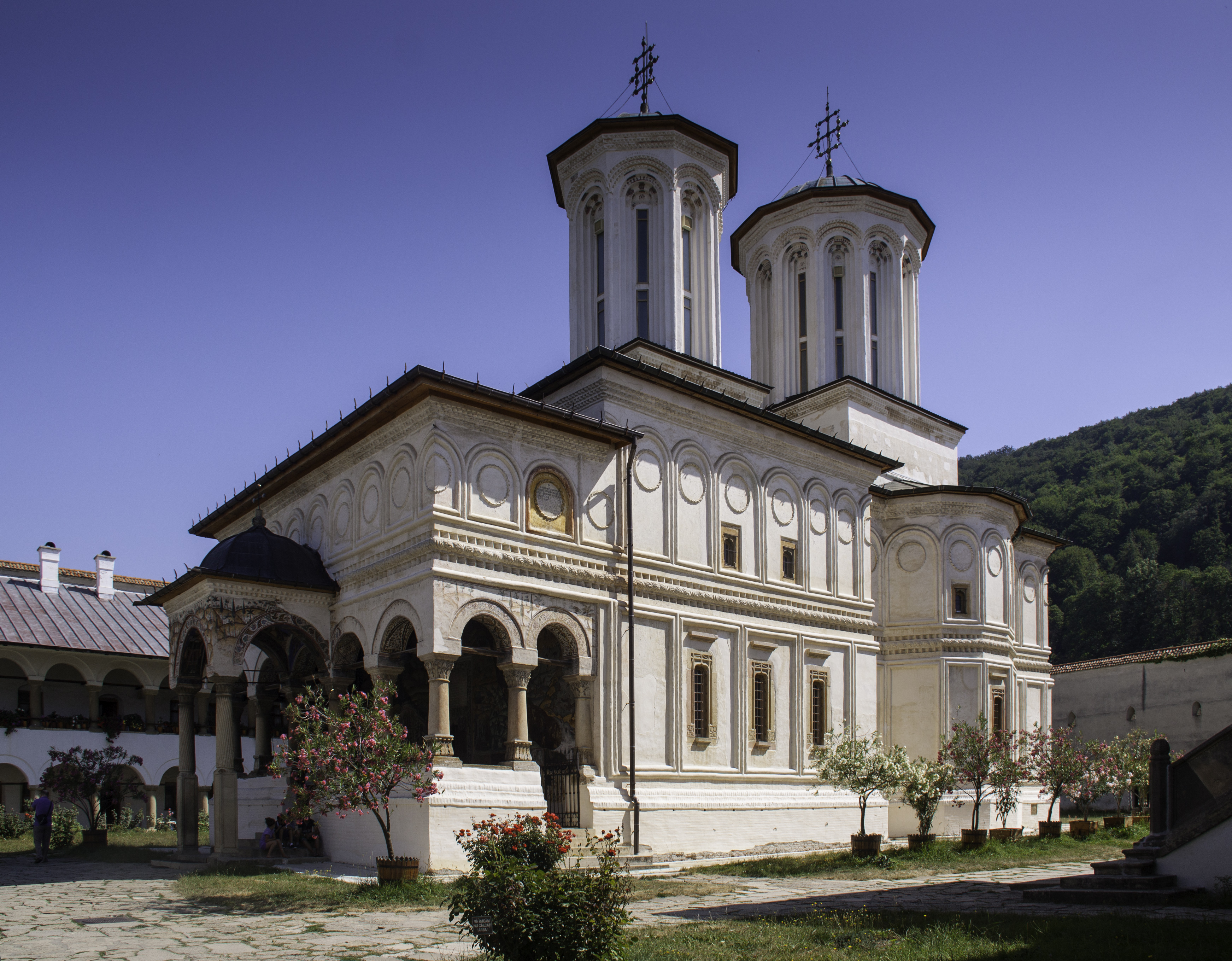
Monestir Horezu, comtat de Vâlcea.

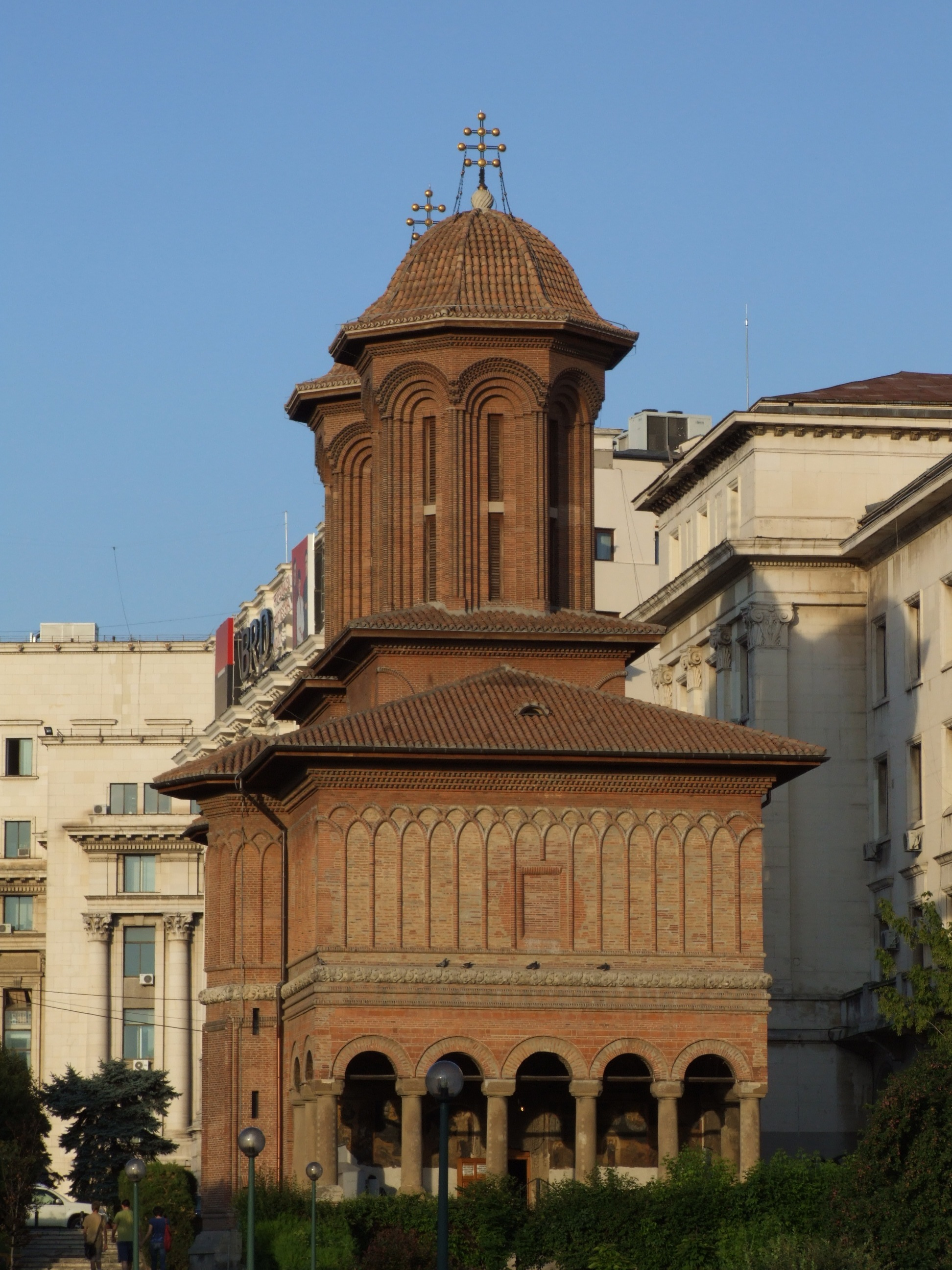
Església Kretzulescu, Bucarest.

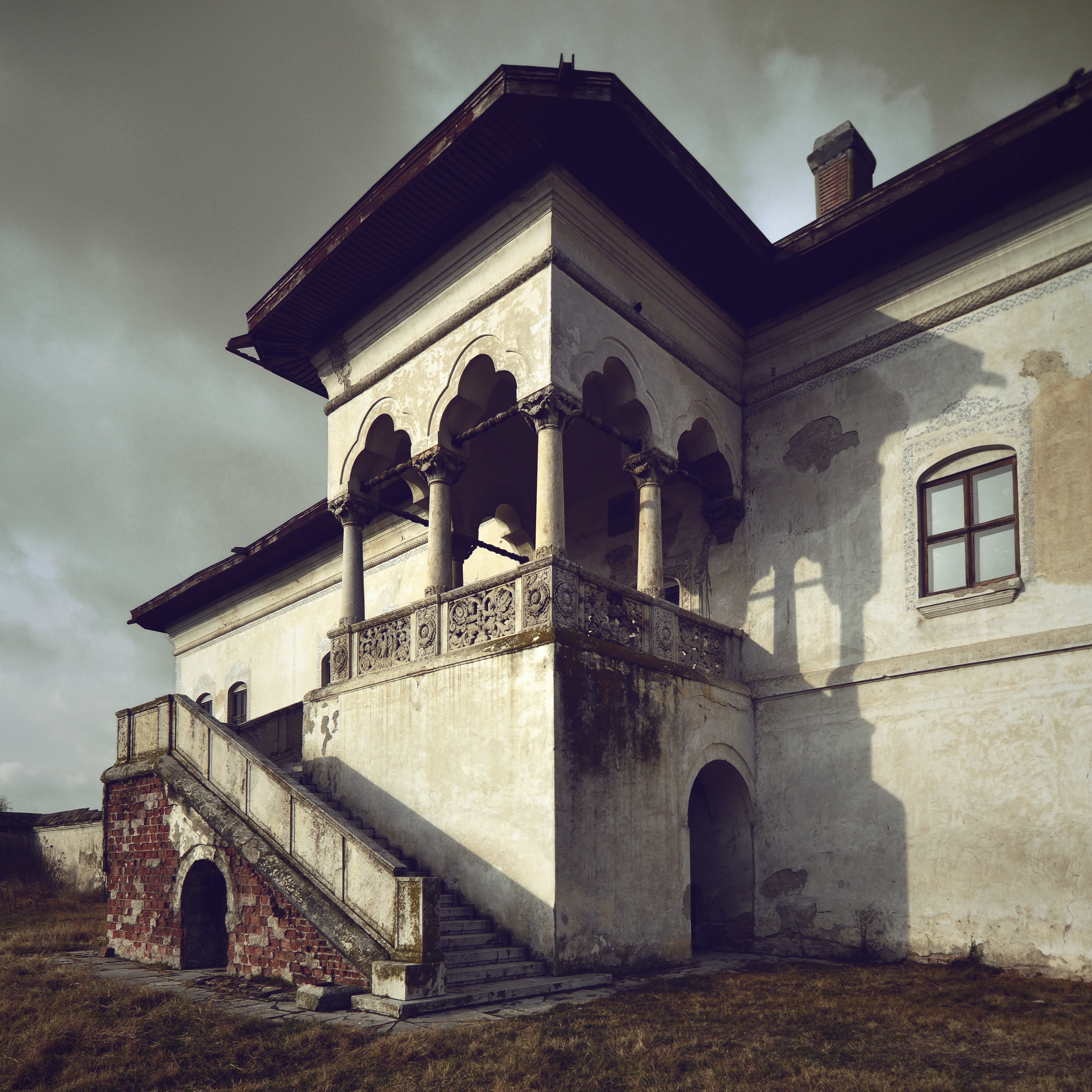
Palau Potlogi de Constantin Brâncoveanu, comtat de Dâmbovița.

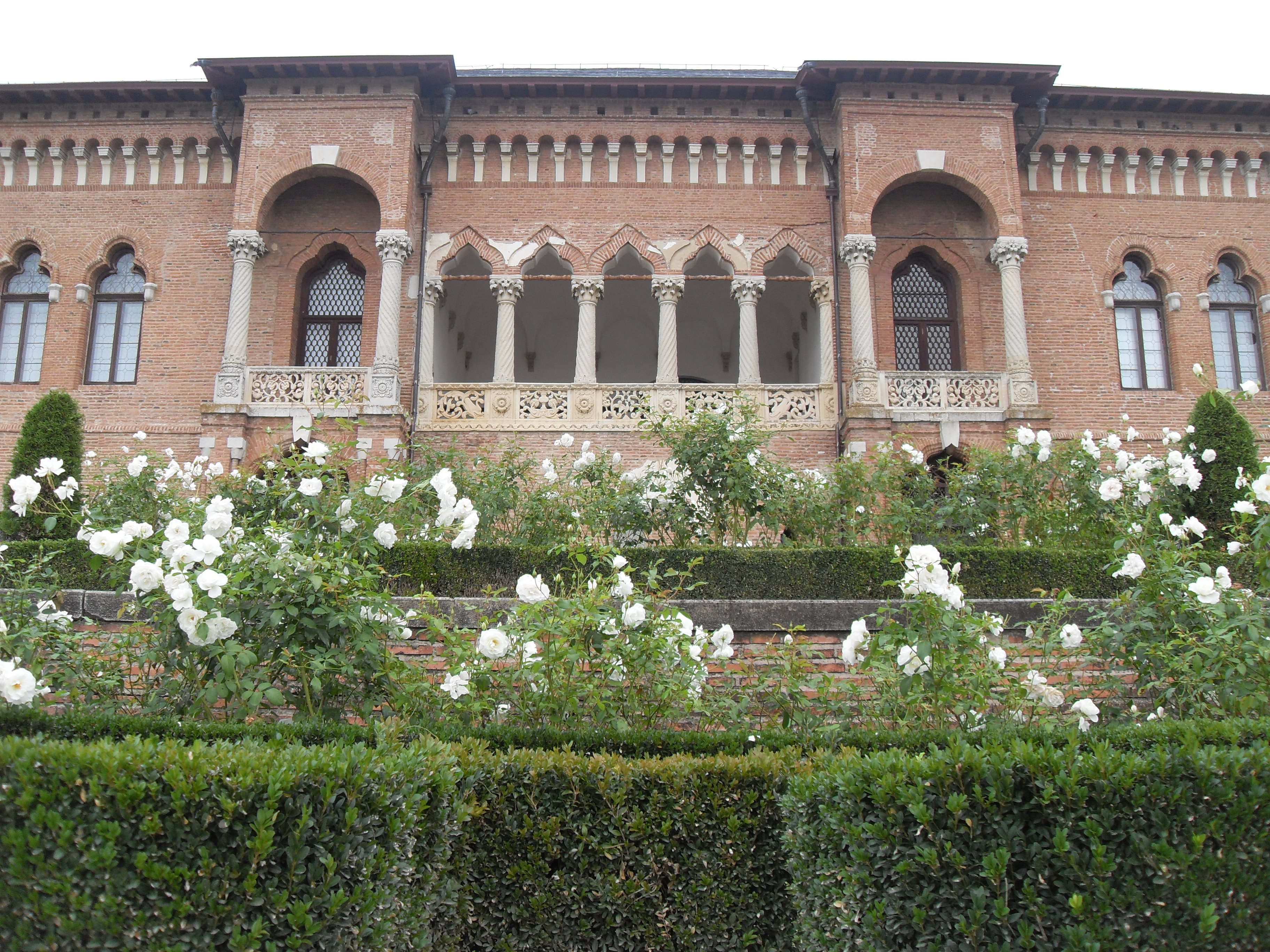
Palau Mogoşoaia

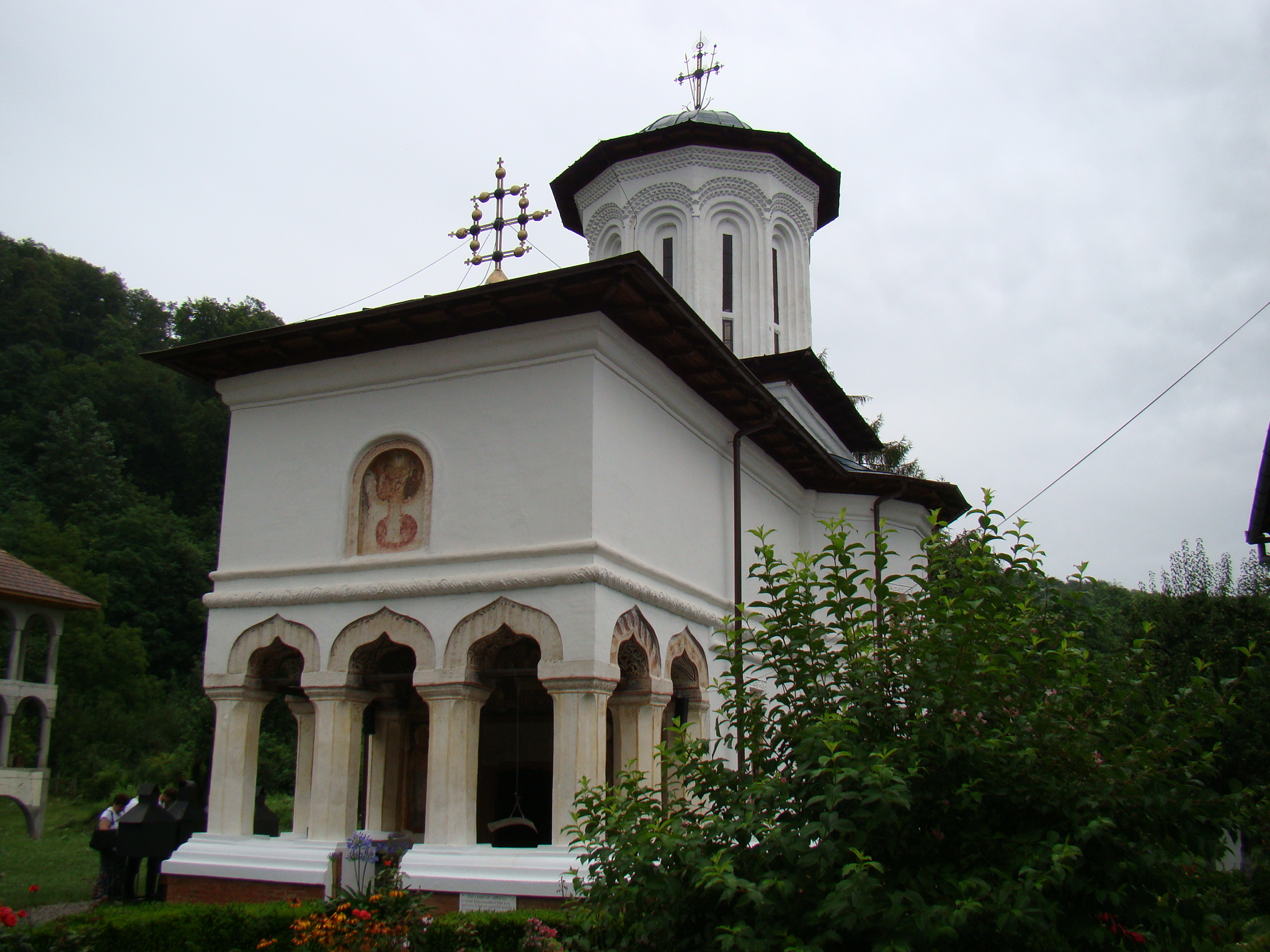
Monestir de Surpatele, comtat de Vâlcea.

L'estil brâncovenesc /brɨŋkovenesk/, també conegut com a renaixement valac i renaixement romanès, és un estil artístic i arquitectònic que va evolucionar durant l'administració del príncep Constantin Brâncoveanu a finals del segle xvii i principis del xviii.
Brâncoveanu va ser administrador del Principat de Valàquia (entre 1688 i 1714) sota els senyors de l'Imperi Otomà, un aristòcrata extremadament ric i un constructor de bells palaus i esglésies.

## Descripció
L'estil de disseny es va desenvolupar a Valàquia, a l'actual sud de Romania. L'estil brâncovenesc és una síntesi entre l'arquitectura romana d'Orient, otomana, tardorenaixentista i barroca. També era un híbrid únic d'estils d'edificis cristians ortodoxos romanesos que treballava amb l'arquitectura islàmica dominant de l'Imperi Otomà, del qual el Principat de Valàquia era llavors, com a estat vassall, una part integral.
L'exemple més assolit i millor conservat d'arquitectura d'estil brâncovenès és el monestir d'Horezu, inscrit per la UNESCO a la seva llista de patrimoni de la humanitat, on Brâncoveanu hi volia tenir la seva tomba.

## Neo-Brâncovenesc
L'estil brâncovenesc va inspirar l'arquitecte Ion Mincu i altres a iniciar l'estil arquitectònic neobrâncovenesc / neorumanès al darrer segle xix.

## Exemples
Alguns exemples d'edificis a l'estil Brâncovenesc inclouen:
- Monestir d'Arnota
- Monestir de Brâncoveanu
- Monestir de Cozia
- Monestir de Govora[3]
- Monestir de Horezu
- Palau Potlogi
- Monestir de Surpatele
- Monestir de Sinaia
- Monestir de Văcăreşti: enderrocat, recuperats frescos.

A Bucarest, d'altres exemples destacats són:
- Palau Cotroceni
- Església de Kretzulescu
- Palau Mogoşoaia
- Església Sant Jordi Nou
- Monestir Stavropoleos